# Miconia obconica
Miconia obconica là một loài thực vật có hoa trong họ Mua. Loài này được Gleason & Wurdack mô tả khoa học đầu tiên năm 1968.